# 中冨伸一
中冨 伸一（なかとみ しんいち、1978年10月30日 - ）は、福岡県出身のオートバイ・ロードレースライダー。2000年全日本ロードレース選手権GP250チャンピオン。2006年より2008年までスーパーバイク世界選手権に参戦。

## 略歴
幼稚園の頃に一度だけポケバイに乗ったことがあった。この時の楽しさが忘れられずに、小学1年生の時からお年玉や小遣いを貯めるポケバイ貯金を始めた。小学6年で買ったポケバイで、近くにあったポケバイコースに通いつめた。当初、両親は乗り気ではなかったが、息子の気持ちに動かされ、コースまでポケバイを運んだ。そのポケバイコースは車の解体屋もしており、タイヤ外しの手伝いをして、ただで走らせてもらった。解体する車のガソリンで走った。
全日本を走るほどになったポケバイだが、仲間がやめ始めたころには自身もやめかけたが、祖母は「本当にやめていいのか?」と尋ね、「やめたくない」と答えた伸一にミニバイクを与えた。そのバイクで走りまくった。
趣味は自動車整備とミニ四駆で、ミニクーパーのレースにも度々参戦している。

## 戦歴
- 1995年 - 九州選手権GP250 ランキング4位
- 1996年 - 九州選手権GP250 チャンピオン
- 1997年 - 全日本ロードレース選手権GP250 ランキング15位
- 1998年 - 全日本ロードレース選手権GP250 ランキング11位

西日本エリア選手権GP250 チャンピオン
鈴鹿8時間耐久ロードレース10位（玉田誠／ウルトラマンRT桜井ホンダ／RVF/RC45）
- 1999年 - 全日本ロードレース選手権GP250 ランキング4位（チーム高武／RS250R）
- 2000年 - 全日本ロードレース選手権GP250 チャンピオン（5勝:MINE、鈴鹿、SUGO×2、筑波／チーム高武／RS250R）

鈴鹿8時間耐久ロードレース4位（武田雄一／チーム高武と桜井ホンダ／VTR1000SP1）
- 2001年 - 全日本ロードレース選手権GP250 ランキング11位（チーム高武／RS250R）

鈴鹿8時間耐久ロードレースリタイア（清成龍一／桜井ホンダ／AC91M）
- 2002年 - 全日本ロードレース選手権GP250 ランキング8位（チーム高武／RS250R）

鈴鹿8時間耐久ロードレース29位（生見友希雄／桜井ホンダ95／VTR1000SPW）
- 2003年 - 全日本ロードレース選手権JSB1000 ランキング6位（YSP&プレスト／YZF-R1）

鈴鹿8時間耐久ロードレース2位（吉川和多留／YSP&プレスト／YZF-R1）
- 2004年 - 全日本ロードレース選手権JSB1000 ランキング3位（1勝:筑波／YSP＆プレスト／YZF-R1）

鈴鹿8時間耐久ロードレース14位（吉川和多留／ YSP&プレスト／YZF-R1）
- 2005年 - 全日本ロードレース選手権JSB1000 ランキング4位（2勝:筑波、オートポリス／YSP&プレスト／YZF-R1）

鈴鹿8時間耐久ロードレース12位（吉川和多留／ YSP&プレスト／YZF-R1）
- 2006年 - スーパーバイク世界選手権 ランキング17位（ヤマハ・モーター・フランス／YZF-R1）
- 2007年 - スーパーバイク世界選手権 ランキング15位（ヤマハ・モーター・フランス／YZF-R1）
- 2008年 - スーパーバイク世界選手権 ランキング19位（ヤマハ・モーター・フランス／YZF-R1）
- 2009年 - 全日本ロードレース選手権 ST600ランキング2位（1勝:鈴鹿／HiTMAN RC甲子園ヤマハ／YZF-R6）
- 2010年 - 全日本ロードレース選手権 ST600ランキング3位（HiTMAN RC甲子園ヤマハ／YZF-R6）
- 2011年 - 全日本ロードレース選手権 ST600ランキング2位（HiTMAN RC甲子園ヤマハ／YZF-R6）
- 2012年 - 全日本ロードレース選手権 ST600ランキング2位（HiTMAN RC甲子園ヤマハ／YZF-R6）
- 2013年 - 全日本ロードレース選手権 ST600ランキング5位（HiTMAN RC甲子園ヤマハ／YZF-R6）

アジアロードレース選手権SS600クラススポット参戦　（鈴鹿2連勝／AP2位.2位　ランキング8位）
- 2014年 - 全日本ロードレース選手権 JSB1000ランキング10位（HiTMAN RC甲子園ヤマハ／YZF-R1）
- 2015年 - 全日本ロードレース選手権 JSB1000ランキング9位（HiTMAN RC甲子園ヤマハ／YZF-R1）
- 2016年 - 全日本ロードレース選手権 JSB1000ランキング13位（HiTMAN RC甲子園ヤマハ／YZF-R1)
- 2017年 - 全日本ロードレース選手権 JSB1000ランキング16位（HiTMAN RC甲子園ヤマハ／YZF-R1)
- 2018年 - 全日本ロードレース選手権 JSB1000ランキング13位（HiTMAN RC甲子園ヤマハ／YZF-R1）
- 2019年 - 全日本ロードレース選手権 JSB1000ランキング19位（HiTMAN RC甲子園ヤマハ／YZF-R1)アジアロードレース選手権ASB1000クラススポット参戦　（鈴鹿ラウンド／レース2優勝[1]）
- 2020年 - 全日本ロードレース選手権 JSB1000ランキング16位（HiTMAN RC甲子園ヤマハ／YZF-R1）
- 2021年 - 全日本ロードレース選手権 JSB1000ランキング16位（Waveinn-R／YZF-R1）
- 2022年 - 全日本ロードレース選手権 JSB1000ランキング1４位（Waveinn-R／YZF-R1）　　　　　　鈴鹿8時間耐久ロードレースSSTクラス3位 (TONE RT SYNCEDGE 4413 BMW／BMW M1000RR)　EWC世界耐久選手権ボルドール24時間28位 (TONE RT SYNCEDGE 4413 BMW／BMW M1000RR)
- 2023年 - 全日本ロードレース選手権 JSB1000ランキング20位（Waveinn-R／YZF-R1）　　　　　　鈴鹿8時間耐久ロードレースNSTクラス13位 (TONE RT SYNCEDGE 4413 BMW／BMW M1000RR)
- 2024年-全日本ロードレース選手権 JSB1000参戦中（RSN／YZF-R1）